# Noheku Nteso
Noheku Nteso (* 1. August 1962) ist ein ehemaliger lesothischer Langstreckenläufer.
Er trat bei den Olympischen Sommerspielen 1988 in Seoul an. Im Marathon kam er auf Platz 61.